# Pokój w Akwizgranie (1748)

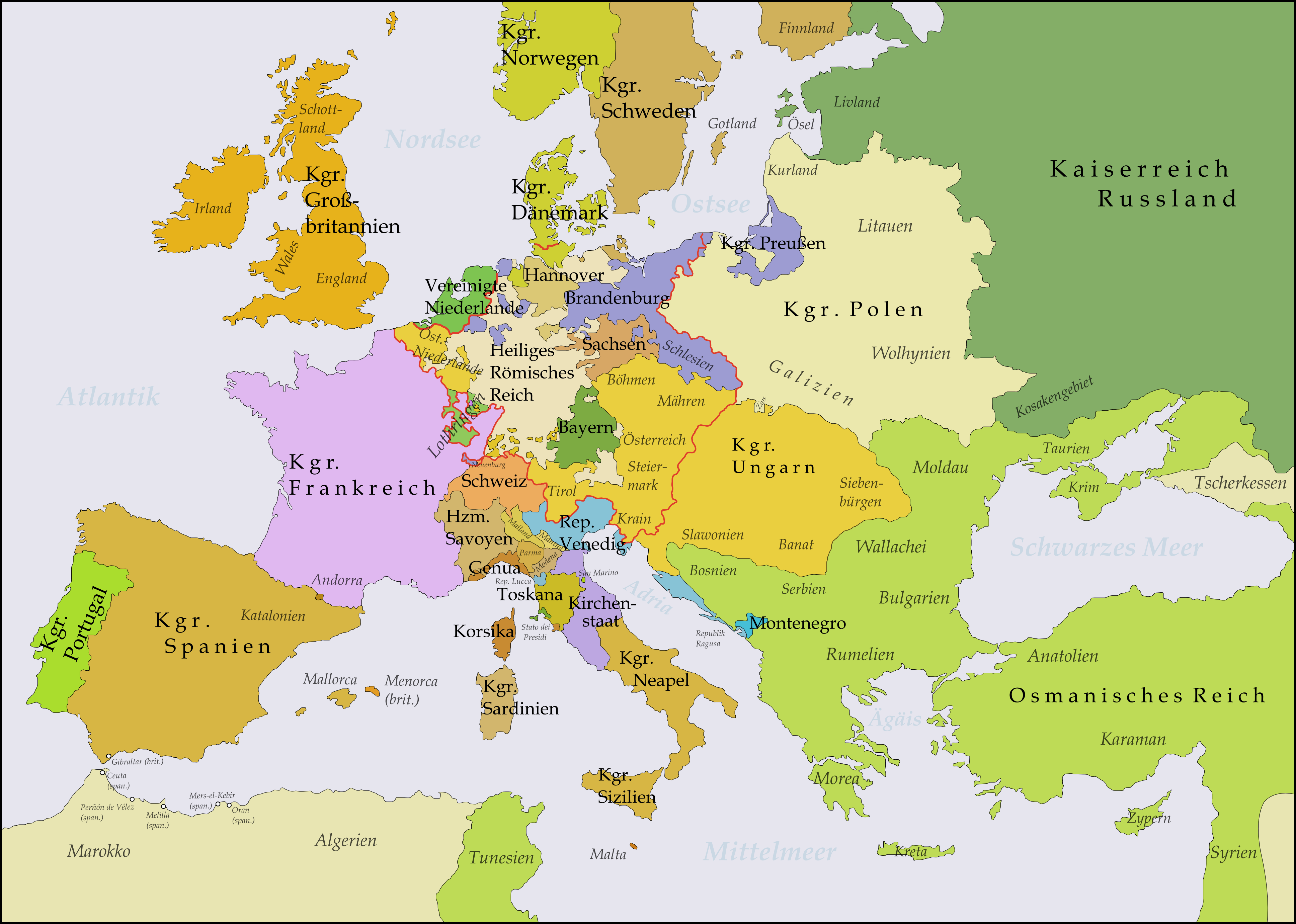
Granice państw europejskich po zawarciu pokoju w Akwizgranie w 1748.

Pokój w Akwizgranie (1748) – traktat pokojowy zawarty w 1748 roku i podpisany w Akwizgranie pomiędzy Wielką Brytanią a Francją 18 października 1748. Kończył on kilkuletnie zmagania wojenne pomiędzy: Francją, Austrią, Prusami, Wielką Brytanią i Hiszpanią, powszechnie znane jako wojna o sukcesję austriacką.
Traktat pokojowy został podpisany przez Wielką Brytanię i Francję, pozostałe strony konfliktu musiały do niego przystąpić. Przedstawiciele Prus nie brali udziału w rokowaniach w Akwizgranie, interesy tego kraju reprezentowała Francja. 
Najważniejsze postanowienia traktatu:
1. W sprawach kolonialnych przyjęto "status quo ante bellum" (łac. przedwojenny stan rzeczy)
2. Prusy otrzymały zajęty w wyniku działań wojennych Śląsk
3. Wielka Brytania otrzymała prawo asiento na 4 lata
4. Hiszpania otrzymała Księstwo Parmy i Piacenzy
5. Austria utraciła Śląsk, Parmę, Piacenzę

W wyniku postanowień traktatu największe korzyści odniosły Prusy, Francuzi ukuli nawet przysłowie „Pracować dla króla pruskiego” oraz „Głupi jak pokój”. Austria nie utraciła wszystkiego i wyszła obronną ręką. Dwa mocarstwa: Wielka Brytania i Francja weszły w stan równowagi. Również korzyści odniosła Italia jako całość: ustalono granice państw włoskich w sposób trwały, co doprowadziło do ponad 50-letniej ery pokoju na półwyspie.